# Ед Соуза
Едвард Соуза Нето (англ. Edward Souza Neto, 22 вересня 1921, Фолл-Ривер — 19 травня 1979, Род-Айленд) — американський футболіст, що грав на позиції нападника, зокрема, за клуб «Понта-Делгада», а також національну збірну США.
Едвард не був пов'язаний родинними зв'язками зі своїм товаришем по командам Джоном Соуза.

## Клубна кар'єра
У футболі дебютував 1947 року виступами за команду «Понта-Делгада», кольори якої захищав протягом семи років своєї кар'єри гравця.
1951 року перейшов до лав клубу «Нью-Йорк Джерман-Хунгарія», де і завершив активні виступи на футбольному полі.

## Виступи за збірну
1947 року дебютував в офіційних матчах у складі національної збірної США. Протягом кар'єри у національній команді провів у її формі 8 матчів, забивши 3 голи.
У складі збірної був учасником футбольного турніру на Олімпійських іграх 1948 року у Лондоні.
У складі збірної був учасником чемпіонату світу 1950 року у Бразилії, де зіграв з Англією (1-0) і з Чилі (2-5).
Помер 19 травня 1979 року на 58-му році життя у місті Род-Айленд.